# Хольцшлаг, Молли
Молли Хольцшлаг (25 января 1963 — 5 сентября 2023) — американская писательница, преподаватель и активный проповедник «Открытого интернета». Является автором более 35 книг (некоторые в соавторстве) по веб-дизайну и открытым стандартам, в том числе Философия CSS-дизайна (в соавторстве с Дейвом Ши) и Преодолевая CSS: Изобразительное искусство веб-дизайна с Энди Кларком.
В Сан-Франциско она была названа одной из 25 самых популярных и влиятельных в интернете женщин, за работу с компаниями Microsoft, AOL, eBay и BBC в области разработки «стандартов и передового опыта для создания высоко устойчивых, более доступных в обслуживании, интерактивных и красивых веб-сайтов».
Скончалась 5 сентября 2023 года на 61-м году жизни.

## Вклад в развитие веб-стандартов
Хольцшлаг очень активно проповедует открытые веб-технологии, развитие веб-дизайна и открытость информации. В 2004—2006 она руководила группой Web Standards Project (WaSP), компаний производителей браузеров, таких как Microsoft, Opera и Netscape для поддержки передовых технологий. Она позже присоединится к Opera как открытый и доступный веб-евангелист.